# Sofía Vela Querol
Sofía Vela Querol (Madrid, 1828-Madrid, 24 de noviembre de 1909) fue una cantante, compositora y pianista española muy conocida en los círculos musicales de Madrid de la época de Isabel II.

## Biografía
Era hija del ingeniero y médico Mariano Vela de Aguirre, vicepresidente de la Sociedad Médica de Madrid, y de Andrea Querol. En 1858 contrajo matrimonio con el poeta murciano Antonio Arnau, con el que tuvo tres hijas María de la Concepción, María del Carmen y María de la Asunción.

## Trayectoria
Fue una de las cantantes más conocidas en los principales círculos musicales de Madrid en la época de Isabel II (1833 y 1868). En 1841 figura como socia de número dentro de la sección de música del Liceo Artístico y Literario de Madrid, institución con una intensa actividad concertística, que reuniría a intérpretes y compositores destacados del momento como Carnicer, Rossini o Liszt, o cantantes como Rubini o Paulina García. Sus actuaciones en las sesiones musicales de esta institución, algunas de ellas dirigidas por Baltasar Saldoni, contribuyeron al aumento de su fama y prestigio entre los artistas del Romanticismo. 
Entre 1849 y 1851 actuó como contralto en la Real Cámara e interpretó papeles en las óperas Ildegonda y La conquista de Granada, de Emilio Arrieta. También obtuvo éxitos cantando, entre otras obras, La Straniera, de Bellini; Luisa Miller, de Verdi; Lucía de Lammermoor, Lucrecia Borgia y Torquato Tasso, de Donizetti o Semiramide, de Rossini. En alguna de estas óperas compartió escenario con Manuela Oreiro Lema. Además, cantó obras religiosas como la Misa de gloria a cuatro voces (1844) de Baltasar Saldoni, en cuyo estreno en Albacete, colaboraron también las cantantes Paulina Cabrero, Manuela Oreiro Lema y las monjas clarisas de Hellín (Albacete).
Sofía Vela compuso música religiosa, canciones basadas en poemas de Pedro Antonio de Alarcón y piezas para piano como la titulada Pazzarella. Entre otras muchas composiciones religiosas se encuentran las obras Memorare; Camino del cielo, Miserere al Santísimo Cristo de la Salud  y Flores a María. Sus obras fueron publicadas casi en su totalidad por la editorial Romero y algunas todavía se conservan. Como pianista era buena intérprete de Schubert y participaba en las reuniones musicales de su maestro Juan María Guelbenzu, en las que  se organizaban conciertos a los que asistían personajes destacados de la sociedad madrileña del siglo XIX.
El compositor ruso Glinka, durante su estancia en Madrid, la describió como “contralto con perfectas dotes y música excelente” y Manuel Cañete, escritor y crítico teatral, se refirió a ella  como una “artista de gran corazón e inteligencia, y cuyo mérito es sólo comparable a la modestia con que procura ocultarlo”.
Falleció en Madrid el 24 de noviembre de 1909.

## Retrato
Federico de Madrazo y Kuntz, amigo de la cantante, la retrató en 1850 sujetando en su mano izquierda una partitura. En la parte superior derecha del cuadro se encuentra la inscripción “Tan bella de rostro como dulce en su sonido”, haciendo alusión al poema de Torcuato Tasso, Jerusalén liberada, donde evoca a la ninfa Armida, cuyo encanto provoca admiración. Su familia legó el cuadro al Museo del Prado en 1910. La fama del lienzo ha contribuido a la perdurabilidad de la figura de Vela.